# Jherux
Jherux fue una banda boliviana de Rock Progresivo y Rock experimental, con influencias del Folk de Bolivia, del Hard rock en inglés y en castellano, y el Heavy metal Europeo, especialmente de bandas como Rainbow, Iron Maiden, Deep Purple, Black Sabbtah y Judas Priest. Fue formado en 1997, en la ciudad de Cochabamba, Bolivia, la banda está integrada por: Hernán Silva Caballero, como voz principal y en la batería, en la guitarra esta Juan De La Fuente Quintana y en el bajo esta José Antonio Castellón. Hernán Silva Caballero es además pedagogo social y compositor.

## Historia

### Primera Etapa (1997-2001)
Jherux fue una banda independiente, conocida en la escena underground boliviana. Los integrantes de la banda reconocen su apreciación por la música académica, algunos discos tienen influencias de ese género musical. La banda se fundó a finales de los 90s, cuando todavía los integrantes eran adolescentes, habiendo estudiado en escuelas y conservatorios de música de la ciudad de Cochabamba. En 1997 ellos deciden grabar sus primeros demos, cuyas canciones fueron compuestas por Silva. En 1998 sale el disco "Razones Añejas", cuyo estilo musical era definido como Hard rock, muy influenciado por la música clásica o académica; un Rock Progresivo casi experimental. En 1999, por razones de estudios universitarios los integrantes tomaron un descanso de por lo menos 4 años.

### Segunda Etapa, Etapa Seria (2002-2003)
A principios del año 2002, Juan De La Fuente Quintana y José Antonio Castellón García emprenden un viaje al exterior por razones de estudios, ambos estudiaron sociología. Entre tanto Hernán Silva estudiaba pedagogía social, y en elaboraba poemas. A finales de ese año ellos editan su segundo disco "MetaCognosis", un disco basado en conceptos sobre la meta-cognición, centrándose más en el contenido que en el estilo musical, Un disco netamente de Rock Progresivo y conceptual. El año 2003 comienzan sus primeras presentaciones en auditorios pequeños de la ciudad Cochabambina.

### Etapa Experimental (2004-2006)
En el año 2004, producto de sus extensivas composiciones, y letras positivas deciden inclinarse al estilo Folk de la región andina boliviana, y producto de un arduo trabajo fusionan el Heavy Metal y el Folk, siendo el disco fusión de su carrera artística. Lanzan el álbum Folk Rock denominado "Elección Académica", haciendo una gira undergorund en teatros y salones el año 2005. A principios del año 2006, ellos retornan a estudios y graban un material, muy influenciado por el rock progresivo, la música clásica, y la trova latinoamericana, el disco que dio a luz con el nombre de "Infinitus", este disco es el más experimental y con canciones de hasta 15 minutos de duración, la lírica del disco es más poética y metafórica.

### Actualidad (2007-2008)
A comienzos del año 2007, por razones de composición Hernán Silva Caballero, se trasladó a un lugar aislado de los valles secos cruceños para inspirarse en la naturaleza y escribir algunas canciones de corte étnico y folclórico.

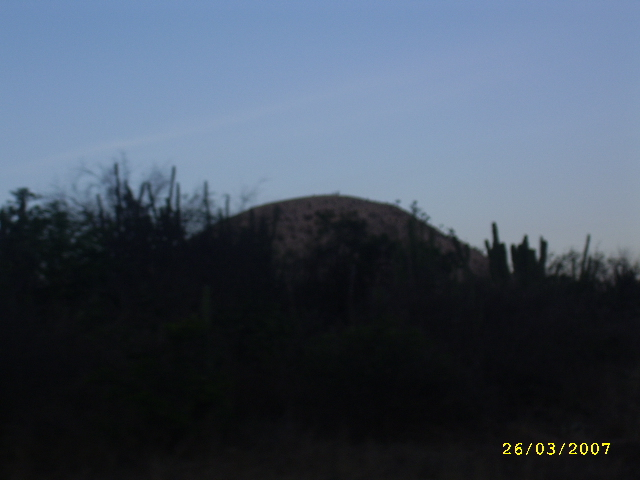

En 2008, la banda entra en un receso indefinido para enfocarse en sus estudios y entrando en proceso de composición.

## Miembros
- Hernán Silva Caballero (Composiciones, Voz y batería)
- Juan De La Fuente Quintana (guitarra)
- José Antonio Castellón García (bajo)

## Álbumes de compilaciones
- Razones Añejas (1998)
- MetaCognosis (2002)
- Elección Académica (2004)
- Infinitus (2006)

- Datos: Q5923976